# 費爾德巴赫河
51°22′12″N 7°8′15″E / 51.37000°N 7.13750°E

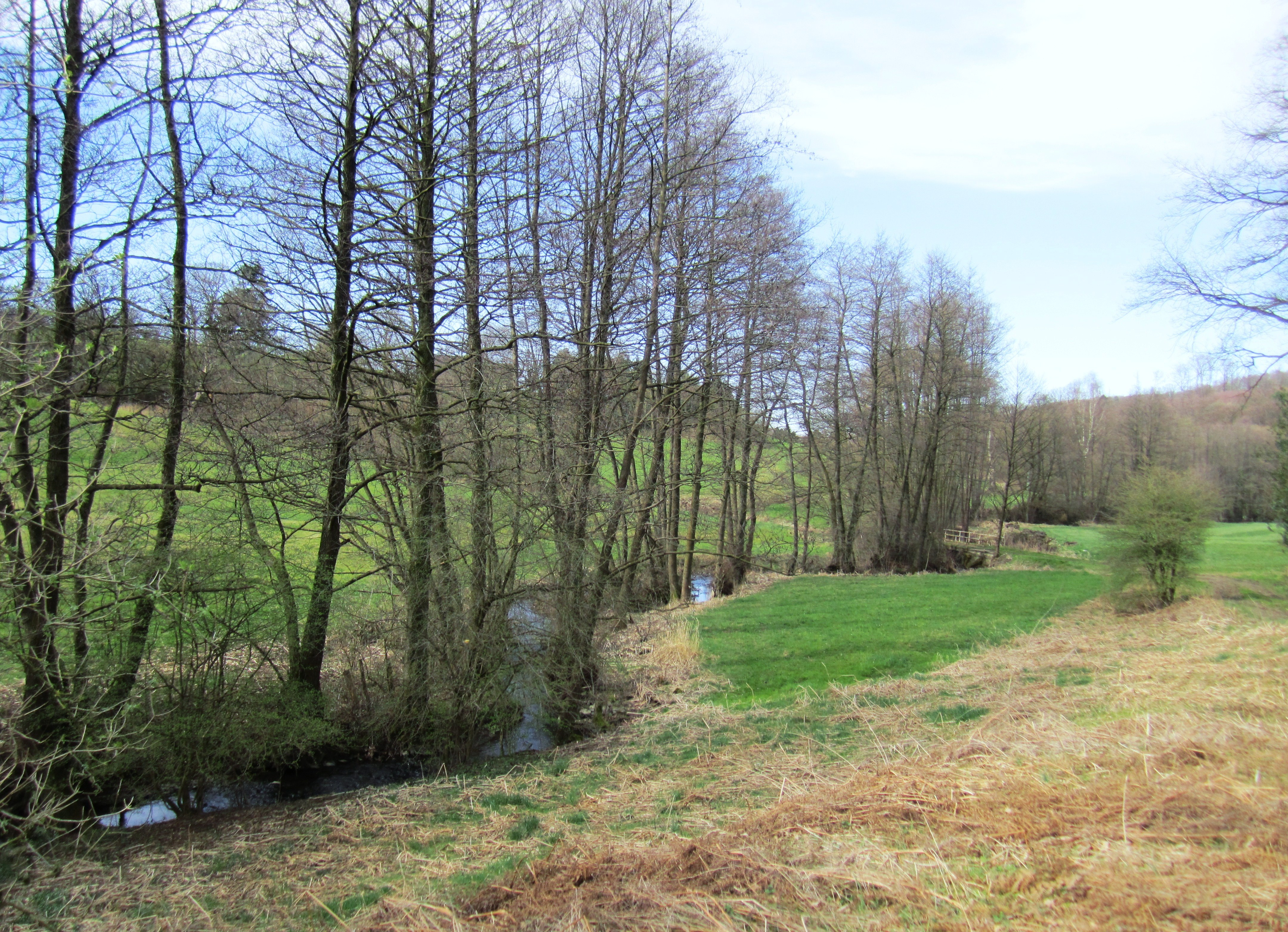

費爾德巴赫河（德語：Felderbach），是德國的河流，位於該國西部，流經北萊茵-威斯特法倫州，屬於代爾巴赫河的支流，河道全長12.7公里，流域面積22.6平方公里。